# José Sabido Vargas
José Sabido Vargas (17?? - 18??), fue un militar y político español, teniente de rey en San Francisco de Campeche en 1790. Fue gobernador, interino de Yucatán durante un corto periodo en 1792, tras el asesinato del gobernador e intendente de Yucatán, Lucas de Gálvez.

## Datos históricos y biográficos
Después del asesinato del gobernador Lucas de Gálvez en 1792 y durante el tiempo que duraron las pesquisas del crimen, siempre infructuosas, el poder público estuvo en manos de Alonso Manuel Peón pero después, de manera interina se hizo cargo de la autoridad el teniente de rey en Campeche José Sabido, quien tuvo que entregar la administración, a pesar de sus esfuerzos por retener el cargo, a Arturo O'Neill, el 29 de julio de 1793.
En efecto, José Sabido fue un aspirante legítimo a la gubernatura de Yucatán e hizo valer ante la corona española su largo expediente curricular. Había sido durante cerca de 40 años funcionario al servicio de la Corona. Participó en la guarnición de Ceuta durante la invasión morisca de 1757. Después de eso fue comisionado para la integración de la Compañía de Dragones y del Batallón de Pardos Tiradores en Mérida, Yucatán. Dirigió la reparación del presidio de Bacalar, en el oriente de la península yucateca, después del daño causado por un huracán en 1786. Actuó como juez de residencia de tres gobernadores en Yucatán a partir de su arribo a la provincia.
Pero a pesar de sus méritos y del apoyo que recibió del obispo de Yucatán y de miembros distinguidos de la orden franciscana de la península, pudo más el argumento de sus enemigos que lo acusaban de haber sido remiso en la investigación del asesinato de Lucas de Gálvez y finalmente tuvo que entregar el cargo a Arturo O'Neill y O'Kelly, irlandés de nacimiento, quien fue nombrado por Carlos IV gobernador de Yucatán.